# 산펠리페데아콩카과현
산펠리페데아콩카과현(스페인어: Provincia de San Felipe de Aconcagua)은 칠레 발파라이소 주를 구성하는 8개의 현 가운데 하나로 현도는 산펠리페이며 면적은 2,659.2km2, 인구는 143,698명(2012년 기준), 인구 밀도는 54명/km2이다.